# Pedras Grandes
Pedras Grandes is een gemeente in de Braziliaanse deelstaat Santa Catarina. De gemeente telt 4.515 inwoners (schatting 2009).

## Aangrenzende gemeenten
De gemeente grenst aan Cocal do Sul, Morro da Fumaça, Orleans, São Ludgero, Treze de Maio, Tubarão, Urussanga.